# Lucio Petronio Sabino
Lucio Petronio Sabino (en latín: Lucius Petronius Sabinus) fue un senador romano que vivió en el siglo II y desarrolló su cursus honorum bajo los reinados de Adriano, Antonino Pío, y Marco Aurelio.

## Carrera política
A través de diplomas militares, algunos de ellos fechados el 26 de octubre del año 145, está documentado que Sabino fue cónsul sufecto en el año 145 junto con Gayo Vicrio Rufo; los dos ocuparon este cargo durante dos meses, de septiembre a octubre de ese mismo año.